# Баскетбол в Греции
Баскетбол в Греции стал популярен после победы мужской сборной Греции на домашнем чемпионате Европы 1987 года. С того времени греческая сборная добивалась стабильных международных успехов, в результате чего Греция присоединилась к России, Сербии, Хорватии, Италии, Испании, Франции и Литве в круг европейских баскетбольных держав. Помимо триумфа национальной сборной в 1987 году, Греция также брала золотые медали чемпионата Европы 2005 года, серебряные медали чемпионата Европы 1989 года и чемпионата мира 2006 года, а также бронзовые медали чемпионата Европы 2009 года.
Мужские баскетбольные клубы Греции в рамках общеевропейских соревнований, организованных ФИБА и Euroleague Basketball, выиграли 18 турниров, 9 из которых являются турнирами первого уровня, а также 3 Межконтинентальных кубка. Женский клуб «Афинаикос» в 2010 году выиграл Кубок Европы.

## История

### Первые годы спорта в Греции
Баскетбол имеет долгую историю в Греции, отсчёт которой идёт с 1910 года. Первый розыгрыш национального чемпионата, в котором региональные чемпионы играли против друг друга, прошёл в сезоне 1927/28.

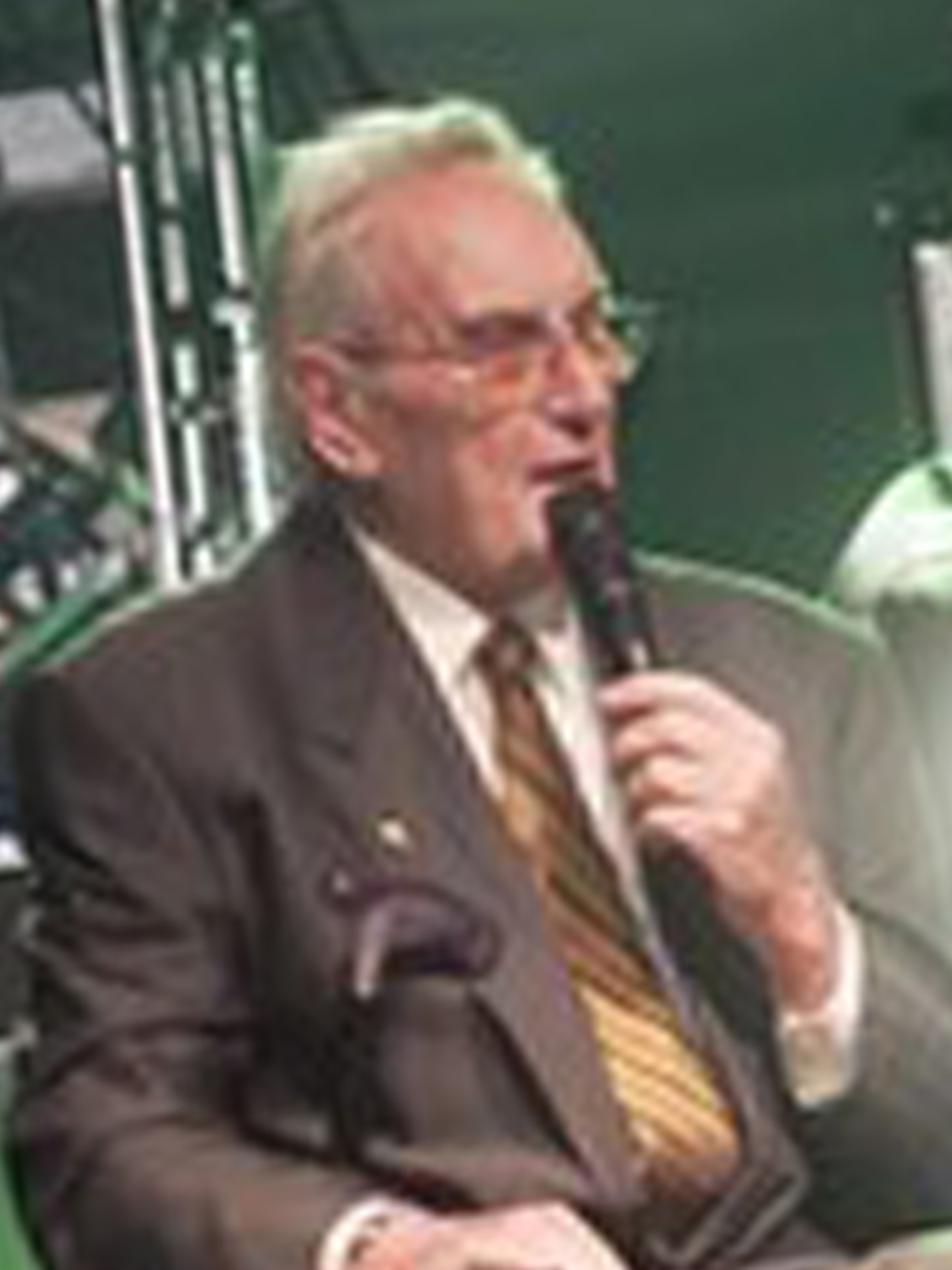
Федон Матфеу считается патриархом баскетбола в Греции.

Федон Матфеу считается патриархом баскетбола в Греции. Он был первым великим игроком страны в этом виде спорта. Матфеу помог национальной сборной Греции взять бронзовые медали на чемпионате Европы 1949 года, который был дебютным для греческой команды. Федон считается одним из лучших игроков Европы 1950-х годов.

### 1950-е
Первым большим клубом в истории греческого баскетбола считается «Панеллиниос». Он представил 5 великих игроков, известных как «Золотая пятерка» или «Легендарная пятерка»: Фемис Холевас (PG), Костас Пападимас (SG), Мимис Стефанидис (SF), Панайотис Маниас (PF) и Аристейдис Рубанис (C). Данный коллектив и их главный тренер Никос Ниссиотис считался одной из лучших команд Европы в 1950-х годах, поскольку она три раза выходила в финал европейского клубного турнира (в двух из них побеждала), который был предшественником Евролиги.
Большинство считают, что Ниссиотис отвечал за развитие этого вида спорта в Греции в 1930-х и 1940-х годах. В «Панеллиниосе» также играл выдающийся бомбардир Антонис Кристеас.
Братья Спанудакис, Иоаннис и Алекос, которые были игроками «Олимпиакоса», были одними из первых важных пионеров современного спорта в стране. Игроки «Бостон Селтикс» Боб Коузи и американский игрок греческого происхождения Лу Циропулос, приезжали в Грецию в 1950-х годах и проводили лекции о том, чем занимается «Селтикс» и как они играли в то время. Братья Спанудакис учились непосредственно у них и были одними из первых игроков в Греции, которые вобрали в себя большую часть американского баскетбольного стиля.

### 1960-е
В сезоне 1963/64 мужская баскетбольная лига была впервые преобразована в систему национальных лиг . До этого в турнире соревновались местные команды на региональном уровне, причем чемпионы каждого регионального уровня затем играли друг против друга. С начала сезона 1963/64 впервые была сформирована настоящая общенациональная система лиг.
Следующим великим греческим клубом в мужском баскетболе стал АЕК, который стал первой командой в Греции, выигравшая европейский трофей в любом виде спорта. Столичный клуб возглавляли такие игроки, как: Георгиос Американос, Георгиос Тронцос, Христос Зупас и Антонис Кристеас
АЕК принял участие в Финале четырёх в Кубке чемпионов ФИБА сезона 1965/1966, который к тому времени был впервые Евролигой применён. В сезоне 1967/68 столичный клуб стал обладателем Кубка обладателей кубков. В финальной игре против пражской «Славии», которая проходила на стадионе «Панатинаикос» в Афинах, посещаемость составила 80000 человек, которые были на сидячих местах, и 40000 человек, которые стояли, а также 3000 полицейских, которые следили за порядком.
В 1960-х года АЕК выиграл 5 национальных чемпионатов, 4 из которых подряд (1963, 1964, 1965, 1966, 1968)
В 1960-х годах великим греческим игроком был Гиоргос Колокитас, который в то время считался одним из лучших бомбардиров европейского баскетбола. Он был лучшим бомбардиром трижды в греческой лиги (1964, 1966 и 1967) и дважды на чемпионате Европы (1967 и 1969). Был приглашён на Матчи всех звёзд ФИБА в 1970 году. В 1991 году Колокитас вошёл в список 50 величайших игроков ФИБА.
С сезона 1967/68 стартовал Чемпионат Греции по баскетболу среди женщин.

### 1970-е
В 1970-х главенствовал «Панатинаикос», который выигрывал национальный чемпионат в 1971, 1972, 1973, 1974, 1975 и 1977 годах. В то время в клубе выступали известные греческие игроки, такие как: Георгиос Колокитас, Апостолос Контос, Димитрис Коколакис, Мемос Иоанну и Такис Коронеос.
«Олимпиакос» также выиграл 2 чемпионата греческой лиги в 1970-е годы, выиграв титулы в 1976 и 1978 годах. В клубе участвовали известные греческие игроки, такие как Стив Гиацоглу и Гиоргиос Кастринакис. В 1976 году был проведен первый мужской Кубок Греции. В первые годы турнира доминировал «Олимпиакос», который выиграл первые 3 розыгрыша (1976, 1977 и 1978). В 1967 и 1971 годах проводились два турнира Кубок штата Аттика, на которых АЕК выигрывал оба турнира.
«Арис» завершил десятилетие, выиграв свой первый титул национального чемпиона с 1930 года, в 1979 году. Клуб из Салоники возглавлял лучший бомбардир того времени Харис Папагеоргиу. Великий греческий бомбардир Вассилис Гумас провел лучшие годы в своей карьере в 70-х годах.

### 1980-е

#### «Императорская» династия «Ариса»
Десятилетие 80-х началось с очередного доминирования «Панатинаикоса» в мужском клубном баскетболе. Они выиграли первые 3 чемпионата десятилетия (1980, 1981 и 1982). В 1983 чемпионом Греции стал «Арис», возглавляемый его легендарным бомбардиром Никосом Галисом. В следующем году «Панатинаикос» вновь выиграл чемпионат.
Великолепная команда «Панатионайкоса» начала 80-х годов прошлого века состояла из таких игроков, как Апостолос Контос, Димитрис Коколакис, Такис Коронеос, Давид Стергакос, Мемос Иоанну и Ливерис Андрицос. После этого возникла легендарная династия «Ариса» 80-х годов, которую называли «Императорской».
«Арис» выигрывал чемпионат греческой лиги в каждый оставшийся год десятилетия, а также выигрывал первые два чемпионата 1990-х годов (1985, 1986, 1987, 1988, 1989, 1990 и 1991). Арис также доминировал в Кубке Греции во второй половине десятилетия, поскольку они выиграли его в 1987, 1988 и 1989 годах, а также двое из первых трех розыгрышей в 1990-х (1990, 1992). Клуб из Салоники также имел успех на европейском уровне, где трижды подряд выходил в Финал четырёх (1988, 1989, 1990).
В эти годы «Арис» тренировал Яннис Иоаннидис, а возглавляли его легендарные греческие игроки Никос Галис и Панайотис Яннакис. Во времена династии клуба в нём также участвовали такие игроки, как Лефтерис Суботич, Никос Филиппу, Вангелис Вуртзумис, Василис Липиридис, Георгиос Доксакис, Манфос Кацулис и Михалис Романидис. С 1985 по 1989 года, во время династии «Ариса», клубу удалось выиграть 80 игр в чемпионате Греции подряд.

#### Подъём мужской национальной сборной Греции
Мужская национальная сборная Греции квалифицировалась на чемпионате мира 1986 года и закончила там 10-е место. Финиш в десятке лучших в мире в 1986 году стал началом к долгому успеху мужской сборной Греции. В следующем году Греция принимала чемипионат Европы, где им удалось взять золотые медали. Во время турнира они одержали победы над легендарными европейскими сборными 1980-х годов: СССР и Югославии. Греческий баскетболист Никос Галис был назван самым ценным игроком турнира.
Греция затем выиграла серебряные медали на следующем чемпионате Европы в 1989 году. На двух турнирах Евробаскета 1987 и 1989 годов Греция одержала в общей сложности четыре победы над Советским Союзом (дважды) и Югославией (дважды). Это сделало мужскую сборную Греции одной из четырёх лучших национальных сборных мира того времени, наряду с США, Советским Союзом и Югославией. В то время старшую национальную сборную Греции возглавляли такие великие игроки, как Никос Галис, Панайотис Яннакис, Панайотис Фасулас и Фанис Христодулу.

### 1990-е
В греческом мужском клубном баскетболе 90-е годы начались с конца великой серии «Ариса» 80-х годов. В конце своей династии клуб из Салоники выигрывал чемпионат Греции в 1990 и 1991 годах, Кубок Греции в 1992 году и Европейский кубок в 1993 году. Они также выиграли Кубок Корача в 1997 году и Кубок Греции в 1998 году. Основной соперник «Ариса», ПАОК, также добился больших успехов в это время.
ПАОК выиграл чемпионат Греции в 1992 году, Кубок Греции в 1995 году, Европейский кубок в 1991 году и Кубок Корача в 1994 году. Они также играли в «Финале четырёх» Европейской лиги 1993 года. В то время ПАОК тренировали Душан Ивкович и Сулис Маркопулос, и в него входили такие игроки, как Бранислав Прелевич, Уолтер Берри, Панайотис Фасулас, Клифф Левингстон, Кен Барлоу, Зоран Савич, Эфимос Рентзиас и Предраг Стоякович.
«Олимпиакос» выигрывал 5 чемпионатов Греции подряд с 1993 по 1997 год, образовав свою собственную династию в 1990-х. Они также выиграли 2 Кубка Греции в 1994 и 1997 годах. В этот же период они вышли в «Финале четырёх» Европейской лиги в 1994, 1995, 1997 и 1999 годах. В 1997 году они выиграли Тройную корону, выиграв чемпионат Греции, Кубок Греции и Евролигу в одном сезоне, став первой греческой командой, которая это сделала. В те годы «Олимпиакос» тренировали Яннис Иоаннидис и Душан Ивкович, и в него входили такие игроки, как Жарко Поспаль, Уолтер Берри, Анаргирос Камбурис, Йоргос Сигалас, Франко Накич, Милан Томич, Драган Тарлач, Рой Тарпли, Панайотис Фасулас, Ефтимис Бакатзиас, Эдди Джонсон, Александр Волков, Дэвид Риверс, Насос Галактерос, Уилли Андерсон, Димитрис Папаниколау, Кристиан Вельп и Алексей Саврасенко.
В то время как Олимпиакос доминировал в Греции и имел большой успех в Европе, «Панатинаикос» также имел большой успех в Европе. Столичный клуб выходил в «Финал четырёх» Европейской лиги в 1994, 1995, 1996 годах. В 1996 году они выиграли Евролиги и стали первым греческим клубом, которая когда-либо выиграла европейский турнир 1-го уровня. Ту команду тренировал Божидар Малькович, и в неё входили такие игроки, как Фрагискос Альвертис, Доминик Уилкинс, Стоян Вранкович, Панайотис Яннакис, Михаэль Кох и Никос Иконому.
АЕК также был в финале Евролиги в 1998 году. В 1990-х годах чемпионат Греции считалась лучшим мужской клубной национальной баскетбольной лигой в Европе. Кубок Греции среди женщин начался с сезона 1995/96.

### 2000-е

#### «Императорская» династия «Панатинаикоса»
Начало 2000-х годов в греческом баскетболе ознаменовалось доминированием «Панатинаикоса» на клубном уровне. Династия столичного клуба началась в конце 1990-х, когда они выиграли чемпионат Греции в 1998 и 1999 годах после своего чемпионства в Евролиге в 1996 году. Затем они выиграли национальный чемпионат в 2000 и 2001 годах, в результате чего «Панатинаикос» выиграл 4 данный турнир подряд.
В то время клубом руководил Лефтерис Суботич. С сезона 1999/2000 легендарный сербский тренер Желько Обрадович стал главным тренером клуба . Под руководством Обрадовича клуб также выиграл Евролигу в 2000 году, сыграл в финале Супролги ФИБА 2001 года и выиграл Евролигу в 2002 году. В те года (с 1997/98 по 2001/02) в состав «Панатинаикоса» входили такие игроки, как Фрагискос Алвертис, Дино Раджа, Байрон Скотт, Фанис Христодулу, Никос Иконому, Антонис Фоцис, Георгиос Калаицакис, Фердинандо Джентиле, Никос Будурис, Желько Ребрача, Джонни Роджерс, Одед Катташ, Дэррил Миддлтон, Ибрагим Кутлуай, Лазарос Пападопулос, Яннис Яннулис, Пепе Санчес, Майкл Кох и Деян Бодирога.
В 2002 году АЕК прервал 4-летнюю чемпионскую серию «Панатинаикоса», выиграв чемпионат Греции в 2002 году. АЕК также выигрывал Кубок Греции в 2000 и 2001 годах. В те годы АЕК тренировал Душан Ивкович и Драган Шакота, и в него входили такие игроки, как Ибрагим Кутлуай, Эндрю Беттс, Михалис Какиузис, Димос Дикудис, Мартин Мюйрсепп, Никос Хатзис, Гирт Хамминк, Джей Ар Холден, Христос Тапутос, Джим Бильба, Яннис Бурусис, Перо Антич, Арьян Комазец, Крис Карр и Никос Зисис. Также «Панатинаикос» трижды выиграл Евролигу: 2007, 2009 и 2011.
В 2007 и 2009 годах «Панатинаикос» выиграл Тройную корону. Это был звездный период великой династии клуба. За эти года в клубе играли такие игроки, как Димитрис Диамантидис, Антонис Фоцис, Костас Царцарис, Димос Дикудис, Майкл Батист, Сани Бечирович, Дрю Николас, Душан Кецман, Гиорги Шермадини, Стратос Перпероглу, Шарунас Ясикявичюс, Никос Хацивреттас, Деян Томашевич, Никола Пекович, Рамунас Шишкаускас и Василис Спанулис.

#### Большие успехи мужской сборной Греции
В течение 2000-х годов мужская сборная Греции неизменно входила в топ 5 лучших национальных сборных мира согласно мировому рейтингу ФИБА. За это время греки многочисленно входили в топ 5 во всех трех крупнейших и наиболее важных турниров высшего уровня: чемпионат Европы, чемпионат мира и Олимпийские игры.
С 2003 по 2009 год Греция показала впечатляющий результат в трех крупнейших турнирах ФИБА — под руководством главного тренера, Янниса Иоаннидиса, греки заняла 5-е место на чемпионате Европы 2003 года. Затем, под руководством главного тренера Панайотиса Яннакиса, сборная заняла 5-е место на летних Олимпийских играх 2004 года. В 2005 Греция выиграла чемпионат Европы. В следующем году греческая сборная взяла серебряные медали на чемпионате мира, где также обыграли сборную США.
Затем они заняли 4-е место на чемпионате Европы 2005 года, 5-е место на летних Олимпийских играх 2008 года и 3-е место на чемпионате Европы 2009 года . В 2005 и 2006 в составах сборных были такие игроки, как: Димитрис Диамантидис, Теодорос Папалукас, Василис Спанулис, Никос Зисис, Лазарос Пападопулос, Михалис Какиузис, Димос Дикудис, Антонис Фоцис, Костас Царцарис, Никос Хацивреттас, Яннис Бурусис, Софоклис Схорцанитис и Панайотис Василопулос. Сборную, завоевавшую медали в 2009 году, тренировал литовец Йонас Казлаускас. Только Спанулис, Зисис и Фоцис были частью всех трех команд, завоевавшие медали.

## Соревнования профессиональных национальных клубов

### Греческая баскетбольная лига
Первый официальный мужской чемпионат по баскетболу в Греции был проведен в сезоне 1927/28. Однако, до 1963 года не существовало единого национального чемпионата, и чемпион выбирался в результате игр между региональными чемпионами. В 1963 году была создана Национальная категория А (греч. Α 'Εθνική Κατηγορία). В 1992 году чемпионат отказался от своего любительского статуса и был официально признан ФИБА Европs как полностью профессиональная лига под названием HEBA A1 (греч. ΕΣΑΚΕ Α1), организованная Греческой ассоциацией баскетбольных клубов (HEBA). В настоящее время лига действует под названием Греческой баскетбольной лиги.
В рейтинге европейских национальных баскетбольных лиг греческая входит в пятерку национальных европейского лиг уровня «А» и считалась лучшей национальной лигой Европы в 1990-х годах. Эта профессиональная лига состоит из 14 команд. Согласно регламенту, нижние две команды в конце регулярного сезона выбывают во Второй дивизион (греч. Ελληνική Α2 καλαθοσφαίρισης). 8 команд регулярного чемпионата, занявшие первые места, выходят в плей-офф лиги.

### Греческая женская баскетбольная лига
Женский чемпионат Греции началась в 1967 году, и состоит из 12 команд.

## Кубковые соревнования

### Суперкубок Греции
Мужской суперкубок Греции по баскетболу был впервые проведён в 2020 году.

### Кубок Греции среди мужчин
Мужской Кубок Греции был впервые проведен в 1976 году. За 46 розыгрышей 20 раз побеждал «Панатинаикос». С 1995 по 2004 год турнир проводился в формате «Финал четырёх». Турнир организован Греческой федерацией баскетбола.

### Кубок Греции среди женщин
Женский Кубок Греции был впервые проведен в 1996 году.

## Успехи профессиональных клубных команд
Мужские профессиональные баскетбольные команды Греции сыграли в общей сложности в 28 финалах европейских турниров, в 17 из которых они одержали победу. Главными достижениями считаются победы «Панатинаикоса» (1996, 2000, 2002, 2007, 2009, 2011) и «Олимпиакоса» (1997, 2012, 2013) в финалах Евролиги, который считается главным клубным европейским турниром. Также греческие клубы побеждали на клубном чемпионате мира: «Панатинаикос» в 1996, «Олимпиакос» в 2013 и АЕК в 2019.

## Международные трофеи мужских греческих клубов
«Панатинаикос»
- Кубок европейских чемпионов и Евролига (6): 1995/96, 1999/2000, 2001/02, 2006/07, 2008/09, 2010/11
- Межконтинентальный кубок ФИБА: 1996

«Олимпиакос»
- Кубок европейских чемпионов и Евролига (3): 1996/97, 2011/2012, 2012/13
- Межконтинентальный кубок ФИБА: 2013

АЕК
- Кубок обладателей кубков/Кубок Сапорты (2): 1967/68, 1999/00
- Лига чемпионов ФИБА: 2017/18
- Межконтинентальный кубок ФИБА: 2019

«Арис»
- Европейский кубок ФИБА: 1992/93
- Кубок Корача: 1996/97
- Кубок ФИБА Европы : 2002/03

ПАОК
- Кубок обладателей кубков: 1990/91
- Кубок Корача: 1993/94

«Марусси»
- Кубок обладателей кубков/Кубок Сапорты (2): 2000/01

## Международные трофеи женских греческих клубов
«Афинаикос»
- Кубок Европы ФИБА: 2009/10

## Медали сборных

### Национальные сборные

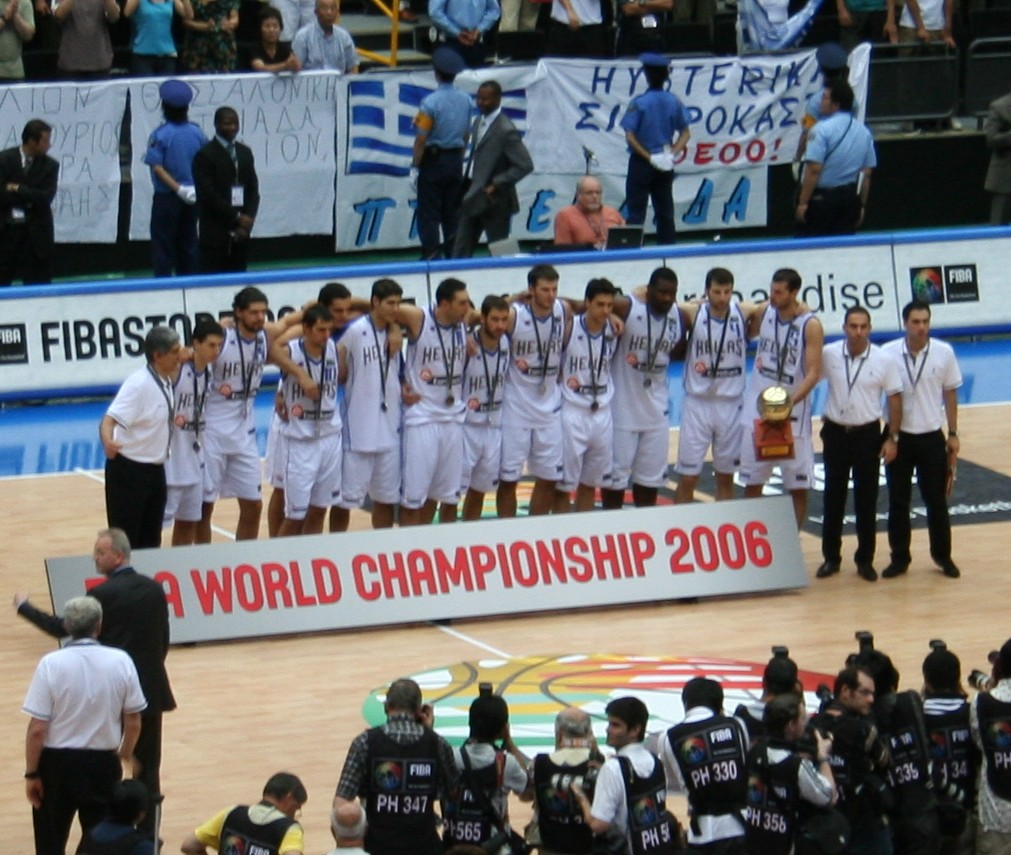
Сборная Греции завоевала серебряные медали на чемпионате мира 2006.

Национальная мужская сборная Греции принимала участие в своем первом чемпионате Европы в 1949 году, где выиграла бронзовые медали. Первым большим успехом Греции как нации в баскетболе стала победа сборной на европейском первенстве 1987 года, что привело к прорыву баскетбола в стране. В финале турнира, который проходил на «Стадионе мира и дружбы» в Пирее, греки победили популярную сборную СССР (в которой играл звездный игрок Шарунас Марчюлёнис) в дополнительное время со счётом 103—101
Самым ценным игроком чемпионата Европы стал Никос Галис, который и по сей день остается одной из больших спортивных символов Греции. В следующем розыгрыше турнира Греция вновь вышла в финал, где устпупил сборной Югославии, которая во главе со своим звездным игроком Драженом Петровичем осталась непобежденной за время турнира. Получив серебряные медали, Греция укрепила свои позиции среди ведущих баскетбольных стран Европы.
На чемпионате Европы 2005 года, который проходил в Сербии, Греция взяла золотые медали, победив сборную Германии в финале со счётом 78-62.
Мужская сборная Греции впервые приняла участие в чемпионате мира на турнире 1986 года, где заняла десятое место. Греция выходил в полуфиналы в 1994 и 1998 годах, который был для греков домашним. В 2006 году на турнире, который проходил в Японии, Греция выиграла серебряные медали, победив в полуфинале США со счетом 101-95. Греческая сборная также завоевала бронзовые медали на чемпионате Европы 2009 года.

### Юношеские сборные
Сборная Греции (до 19 лет) завоевала золотую медаль на чемпионате мира 1995 года. Как страна-хозяйка турнира, греческая сборная в финале победила сборную Австралии со счётом 91-73. В той команде были такие игроки, как Михалис Какиузис, Никос Хатзис, Георгиос Калаицакис, Димитриос Папаниколау, Георгиос Карагкутис, Димитрис Деспос и Эфимиос Рентзиас, который был признан MVP турнира.

### Средиземноморские игры
Греция часто принимала участие в Средиземноморских играх. Самым большим успехом мужской сборной на Средиземноморских играх является золотая медаль, которую они выиграли в 1979 году. Также греки четыре раза серебряные медали (1991, 2001, 2005 и 2009) и три бронзовые медали (1955, 1971 и 1987) .
Женская греческая сборная завоевала бронзовую медаль в 1991 году .

## Арены

«Стадион мира и дружбы» — домашний стадион клуба «Олимпиакос».

Крытая баскетбольная площадка имени Никоса Галиса в OAKA — домашний стадион клуба «Панатинаикос».

Первая в стране профессиональная баскетбольная крытая арена была открыта в 1959 году в Афинах. Расположенный на стадионе «Апостолос Николаидис», «крытый зал имени Павлоса и Танасиса Яннакопулос» вмещает 2000 зрителей и до сих пор является домашней площадкой для женского баскетбольного клуба «Панатинаикос». Из-за ограниченного пространства спортивный зал был назван «Гробницей индийца» в честь художественного фильма Фрица Ланга «Индийская гробница». В последующие годы в Греции возник ряд других арен, расположенных в основном в Афинах и Салониках. В 1966 году в Салониках была открыта площадка «Александрейо Мелатрон». Эта арена на 5 138 мест (может вмещать до 7 000 мест с временными сидячими местами) на протяжении десятилетий была домом для двух главных соперничающих клубов «Ариса» и ПАОК.
В 1985 году в Пирее был открыт «Стадион мира и дружбы», который вмещал 17000 человек, но потом был сокращен до 12000. В течение следующего десятилетия арена была самым большим крытым спортивным залом в Греции, который принимал следующие события: чемпионат Европы по баскетболу 1987 года, чемпионат мира по волейболу среди мужчин 1994 года, чемпионат Европы по волейболу среди мужчин 1995 года, чемпионат мира по баскетболу 1998 года и чемпионат мира по тяжёлой атлетике 1999 года. В настоящее время является домашней ареной мужского баскетбольного клуба «Олимпиакос».
«Перистери Арена», которая является домашней ареной мужского баскетбольного клуба «Перистери», была открыта в 1989 году и вмещает 4000 зрителей. В начале 1990-х годов баскетбол как вид спорта стал хорошо известен в Греции, и чемпионат Греции стал самым сильным среди национальных чемпионатов в Европе, а также самой богатой. Большое количество телезрителей в Греции смотрело матчи, в греческих СМИ был высокий уровень интереса к спорту, а заявка страны на проведение крупных спортивных мероприятий привела к тому, что многие из существующих спортивных залов страны стали слишком старыми и слишком маленькими на то время. Так, в Афинах в 1995 году была открыта «Крытая баскетбольная площадка имени Никоса Галиса». Он вмещает 19250 зрителей (21098 стоячих мест) и до сих пор остается одной из двух крупнейших крытых площадок в Европе, где проводятся регулярные баскетбольные матчи. На ней были сыграны баскетбольные матчи: юношеского чемпионата мира 1995 года, чемпионата Европы 1995 года, чемпионата мира 1998 года и летних Олимпийских игр 2004 года. В настоящее время является домашней ареной мужского баскетбольного клуба «Панатинаикос». Ранее была домашней площадкой для клубов АЕК и «Марусси (баскетбольный клуб)».
В 2000 году была построена первая современная крытая спортивная арена в Салониках — «Спортивная арена ПАОК» . Арена находится в собственности клуба ПАОК и вмещает 8500 зрителей. Для летних Олимпийских игр 2004 года была построена крытая арена «Элиникон». Она вмещает 15000 зрителей и в разное время использовался в качестве домашней арены греческих мужских клубов «Паниониос», «Панеллиниос» и АЕК.

## Основные баскетбольные мероприятия в Греции

### Мужские турниры
- Финал Кубка Сапорты (4): 1968, 1972, 1973, 1989
- Финал Евролиги (4): 1985 , 1993 , 2000 , 2007
- Чемпионат Европы (2): 1987, 1995
- Финал Кубка Корача (2): 1994 , 1997
- Чемпионат мира: 1998
- Летние Олимпийские игры: 2004
- Кубок ФИБА: 2003
- Финал Лиги чемпионов ФИБА (2): 2017/2018 , 2019/2020

### Женские турниры
- Евролига (2): 1987, 1997
- Чемпионат Европы: 2003
- Летние Олимпийские игры: 2004

## Известные греческие баскетболисты
Ниже приведён список некоторых выдающихся греческих баскетболистов и их важных достижения в карьере:

### Фрагискос Альвертис
- Чемпион Евролиги (5): 1996, 2000, 2002, 2007, 2009
- Чемпион Греции (11): 1998, 1999, 2000, 2001, 2003, 2004, 2005, 2006, 2007, 2008, 2009
- Обладатель Кубка Греции (8): 1993, 1996, 2003, 2005, 2006, 2007, 2008, 2009
- Первая пятёрка Финала четырёх Евролиги : 1996
- Чемпион клубного чемпионата мира: 1996
- MVP Кубка Греции: 2003
- MVP чемпионата Греции: 2003
- 50 крупнейших участников Евролиги : 2008

### Яннис Антетокунмпо
- Самый ценный игрок НБА (2): 2019, 2020
- Лучший оборонительный игрок НБА: 2020
- Самый прогрессирующий игрок НБА: 2017
- 1-я сборная всех звёзд НБА (2): 2019, 2020
- 2-я сборная всех звёзд НБА (2): 2017, 2018
- Матч всех звёзд НБА: 2017—2020
- 1-я сборная всех звёзд защиты НБА (2): 2019, 2020
- 2-я сборная всех звёзд защиты НБА: 2017
- Вторая сборная новичков НБА: 2014
- Лучший европейский баскетболист года: 2018
- Выбран под общим 15-м номером драфта НБА 2013 года

### Иоаннис Бурусис
- Чемпион Евролиги: 2015
- Чемпион Греции (2): 2002, 2017

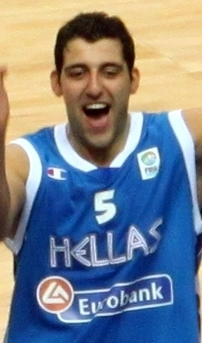
Иоаннис Бурусис

- Обладатель Кубка Греции (3): 2010, 2011, 2017
- Чемпион Испании: 2015
- Обладатель Кубка Испании (2): 2014, 2015
- Обладатель Суперкубка Испании (2): 2013, 2014
- Обладатель Тройной короны: 2015
- Чемпион Европы: 2005
- Бронзовый призёр чемпионата Европы: 2009
- Сборная всех звёзд Евролиги (2): 2009, 2016
- MVP чемпионата Испании: 2016

### Фанис Христодулу
- MVP чемпионата Греции: 1993
- Чемпион Греции: 1998
- Обладатель Кубка Греции: 1991
- Чемпион Европы: 1987

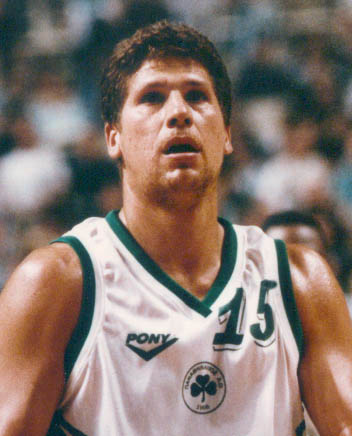
Фанис Христодулу

- Серебряный призёр чемпионата Европы: 1989
- Кандидат в Зал славы ФИБА

### Димитрис Диамантидис

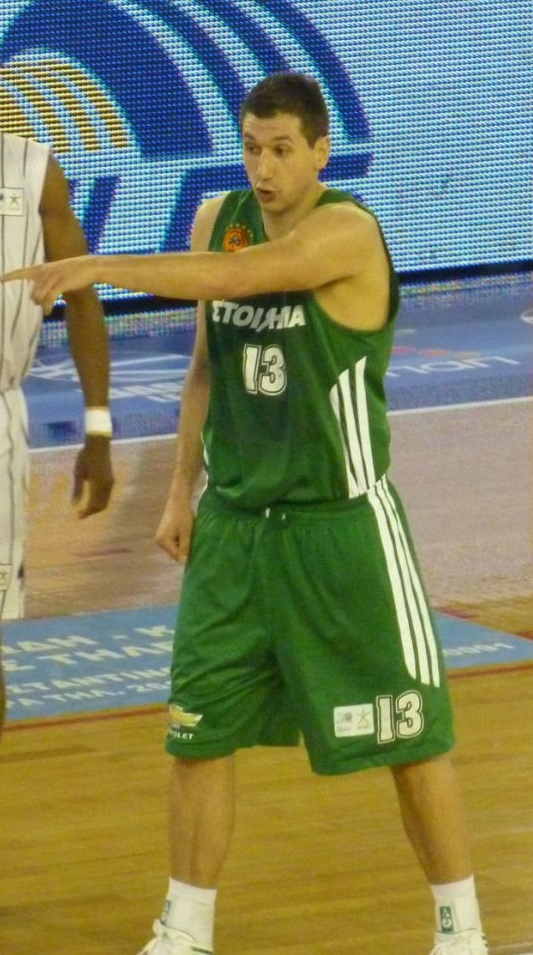
Димитрис Диамантидис

- Чемпион Евролиги (3): 2007, 2009, 2011
- Чемпион Греции (9): 2005, 2006, 2007, 2008, 2009, 2010, 2011, 2013, 2014
- Обладатель Кубка Греции (10): 2005, 2006, 2007, 2008, 2009, 2012, 2013, 2014, 2015, 2016
- Обладатель Тройной короны (2): 2007, 2009
- MVP чемпионата Греции (6): 2004, 2006—2008, 2011, 2014
- MVP Евролиги: 2011
- Лучший оборонительный игрок Евролиги (6): 2005—2009, 2011
- Лучший оборонительный игрок чемпионата Греции : 2011
- Лидер Евролиги по передачам (2): 2011, 2014
- Лидер чемпионата Греции по передачам (5): 2006, 2007, 2010, 2011, 2015
- Чемпион Европы: 2005
- Серебряный призёр чемпионата мира: 2006
- Сборная всех звёзд Евролиги (4) : 2007, 2011—2013
- 1-я сборная чемпионата Греции (11): 2004, 2005, 2006, 2007, 2008, 2010, 2011, 2012, 2013, 2014, 2016
- Самый ценный игрок Финала четырёх Евролиги (2): 2007, 2011
- Мистер Европа: 2007
- MVP Кубка Греции (2): 2009, 2016
- Греческий спортсмен года: 2007
- Игрок года в Европе: 2007
- Легенда Евролиги: 2016

### Панайотис Фасулас
- Чемпион Евролиги: 1997
- Обладатель Кубок обладателей кубков: 1991
- Чемпион Греции (5): 1992, 1994, 1995, 1996, 1997
- Обладатель Кубка Греции (3): 1984, 1994, 1997
- Участник Матчей всех звёзд ФИБА (3): 1990, 1991, 1995
- Еврозвёзды ФИБА: 1996
- MVP чемпионата Греции (2): 1994, 1995
- Лидер чемпионата Греции по подборам: 1987
- Чемпион Европы: 1987
- Серебряный призёр чемпионата Европы: 1989
- 1-я сборная чемпионата Европы: 1987
- Член Зала славы ФИБА: 2016

### Антонис Фоцис

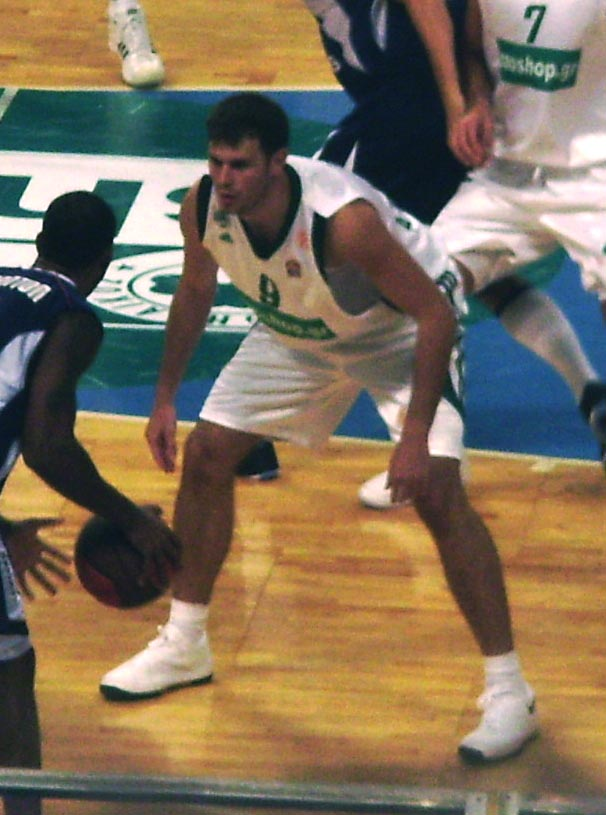
Антонис Фоцис

- Чемпион Евролиги (3): 2000, 2009, 2011
- Чемпион Греции (10): 1998, 1999, 2000, 2001, 2003, 2009, 2010, 2011, 2014, 2017
- Обладатель Кубка Греции (6): 2003, 2009, 2014, 2015, 2016, 2017
- Чемпион Испании: 2005
- Обладатель Кубка УЛЕБ: 2006
- Обладатель тройной короны: 2009
- Лучший молодой игрок чемпионата Греции: 2001
- Первый игрок греческого происхождения, сыгравший в НБА («Мемфис Гриззлис»): 2001-02
- Чемпион Европы: 2005
- Бронзовый призёр чемпионата Европы: 2009
- Серебряный призёр чемпионата мира: 2006

### Никос Галис
- Чемпион Европы: 1987
- Серебряный призёр чемпионата Европы: 1989
- Самый ценный игрок Евробаскета: 1987
- Лучший бомбардир чемпионата мира ФИБА: 1986
- Лучший бомбардир чемпионата Европы (4): 1983, 1987, 1989, 1991
- Приз имени Альфонсо Форда (8): 1986—1992, 1994
- Лидер Евролиги по передачам : 1994
- Чемпион Греции (8): 1983, 1985—1991
- Обладатель Кубка Греции (7): 1985, 1987—1990, 1992, 1993
- MVP чемпионата Греции (5): 1988—1992
- Лучший бомбардир чемпионата Греции (11): 1981—1991
- Лучший бомбардир финала Кубка Греции (5): 1987, 1989, 1990, 1992, 1993
- Лидер чемпионата Греции по передачам (4): 1991—1994
- Мистер Европа: 1987 г.
- Лучший европейский баскетболист года: 1987
- Участник Матчей всех звёзд ФИБА: 1987
- Член Зала славы ФИБА: 2007
- 50 величайших игроков ФИБА : 1991
- 50 человек, внёсших наибольший вклад в развитие Евролиги: 2008
- Приз Хаггерти: 1979
- Член Зала спортивной славы Сетон-Холла: 1991
- Игрок года в Средиземноморье: 1987
- Член Зала славы баскетбола: 2017

### Панайотис Яннакис
- Чемпион Европы: 1987

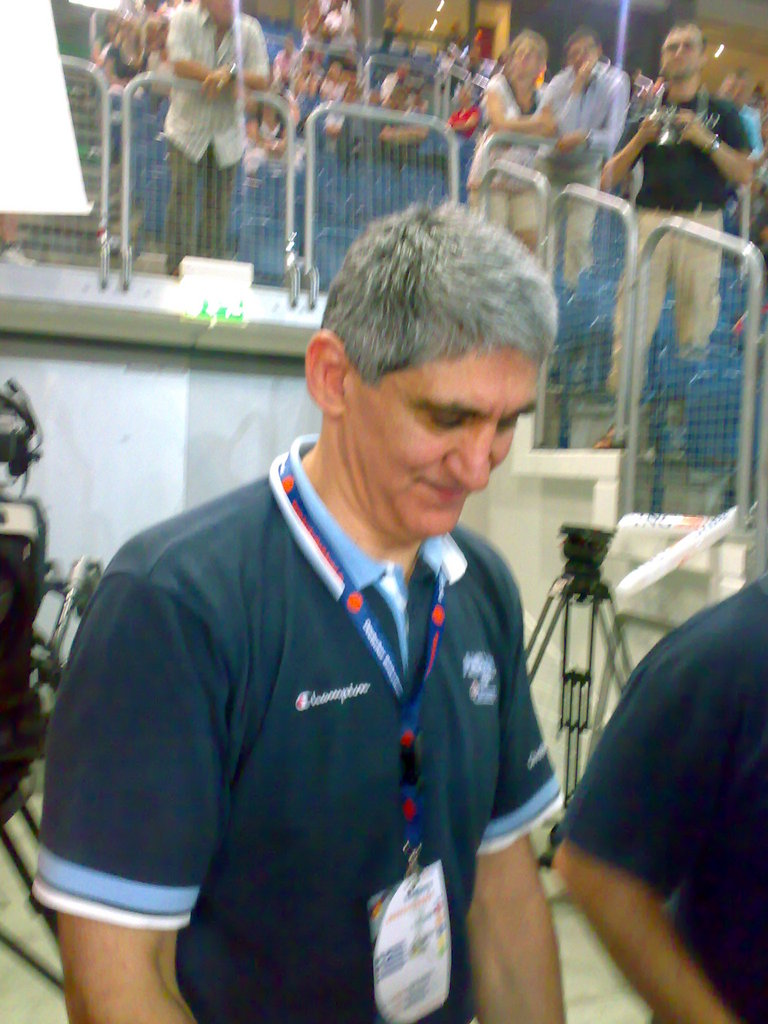
Панайотис Яннакис

- Серебряный призёр чемпионата Европы: 1989
- Обладатель Кубка Сапорта: 1993
- Чемпион Евролиги: 1996
- Обладатель Кубка Греции (7): 1985, 1987, 1988, 1989, 1990, 1992, 1996
- Чемпион Греции (7): 1985, 1986, 1987, 1988, 1989, 1990, 1991
- MVP чемпионата Греции: 1987
- Лучший бомбардир финала Кубка Греции (2): 1985, 1988
- Лучший европейский баскетболист года (3): 1980, 1987, 1990
- Лучший бомбардир чемпионата Греции: 1980
- Рекордсмен национальной мужской сборной по количеству сыгранных матчей — 351[8]
- Лучший бомбардир мужской национальной сборной Греции.
- 50 человек, внёсших наибольший вклад в развитие Евролиги: 2008
- Кандидат в Зал славы ФИБА

### Теодорос Папалукас
- Чемпион Европы: 2005

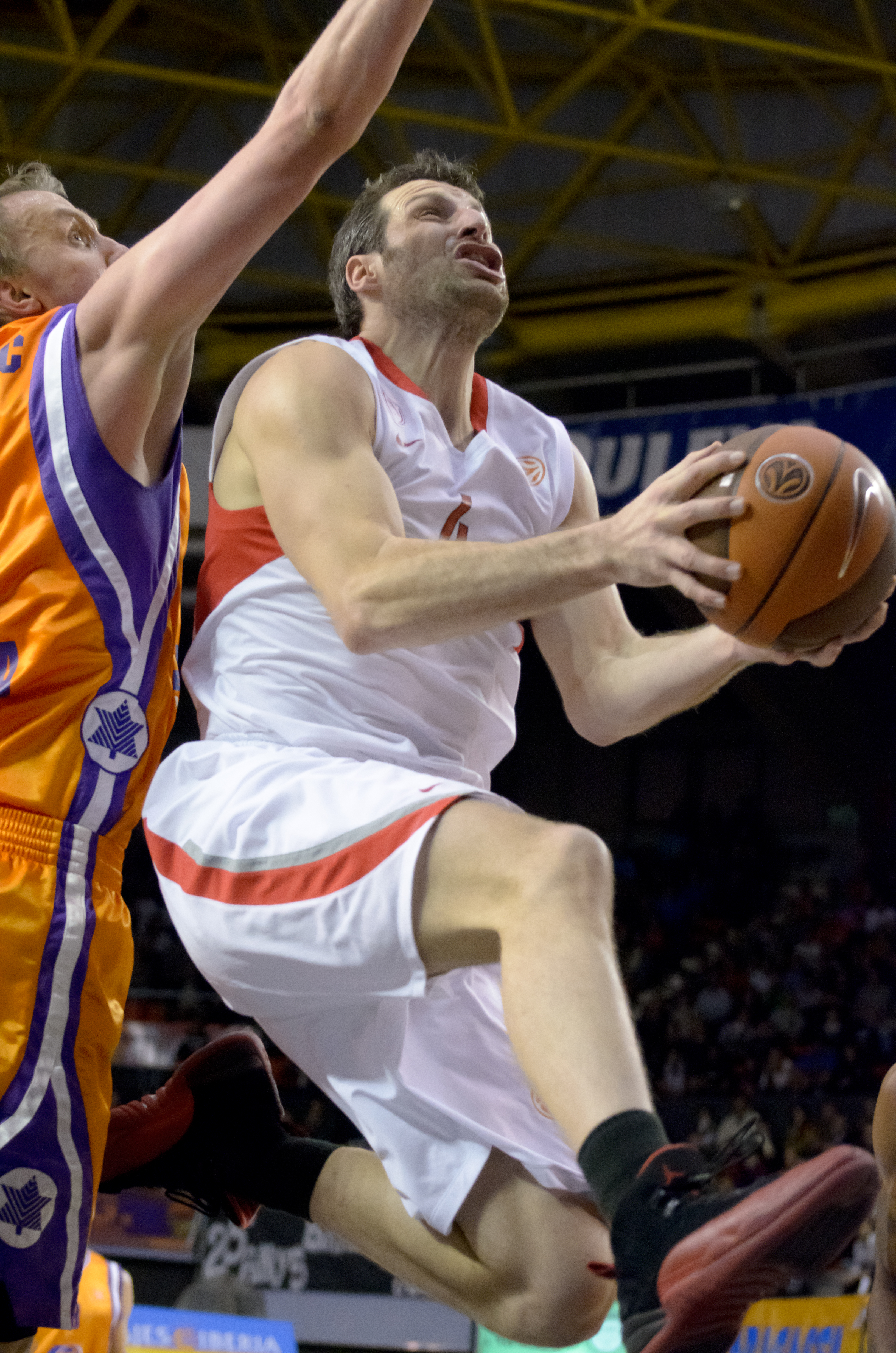
Теодорос Папалукас

- 1-я сборная чемпионата Европы: 2005
- Игрок года чемпионата России (3): (2005, 2006, 2007)
- MVP Кубка Греции: 2006
- Сборная всех звёзд Евролиги: 2006—2009
- Чемпион Евролиги (2): 2006, 2008
- Самый ценный игрок Финала четырёх Евролиги: 2006
- Обладатель Тройной короны: 2006
- Серебряный призёр чемпионата мира: 2006
- 1-я сборная чемпионата мира: 2006
- Игрок года ФИБА Европа: 2006
- MVP Евролиги: 2007
- 50 человек, внёсших наибольший вклад в развитие Евролиги: 2008
- Лидер чемпионата Греции по передачам (3): 2001, 2002, 2009
- Лидер Евролиги по передачам (2): 2007, 2009
- Обладатель Кубка Греции (3): 2002, 2010, 2011
- Чемпион России (7): 2003-08, 2013
- Обладатель Кубка России (3): 2005-07
- Игрок года в Европе: 2006
- Обладатель Кубка Израиля: 2012
- Чемпион Адриатической лиги: 2012
- Чемпион Израиля: 2012
- Чемпион Единой Лиги ВТБ: 2013
- Легенда Евролиги: 2013

### Софоклис Схорцанитис

Софоклис Схорцанитис

- MVP турнира им. Альберта Швейцера: 2002
- Серебряный призёр чемпионата мира: 2006
- Бронзовый призёр чемпионата Европы: 2009
- Лучшая пятерка чемпионата Греции: 2006
- Обладатель Кубка Греции (2): 2010, 2013
- Обладатель Кубка Израиля (4): 2011, 2012, 2014, 2015
- Чемпион Израиля (3): 2011, 2012, 2014
- Сборная всех звёзд Евролиги: 2011
- Чемпион Адриатической лиги: 2012
- Чемпион Греции: 2013
- Чемпион Евролиги: 2014

### Василис Спанулис
- Чемпион Европы: 2005

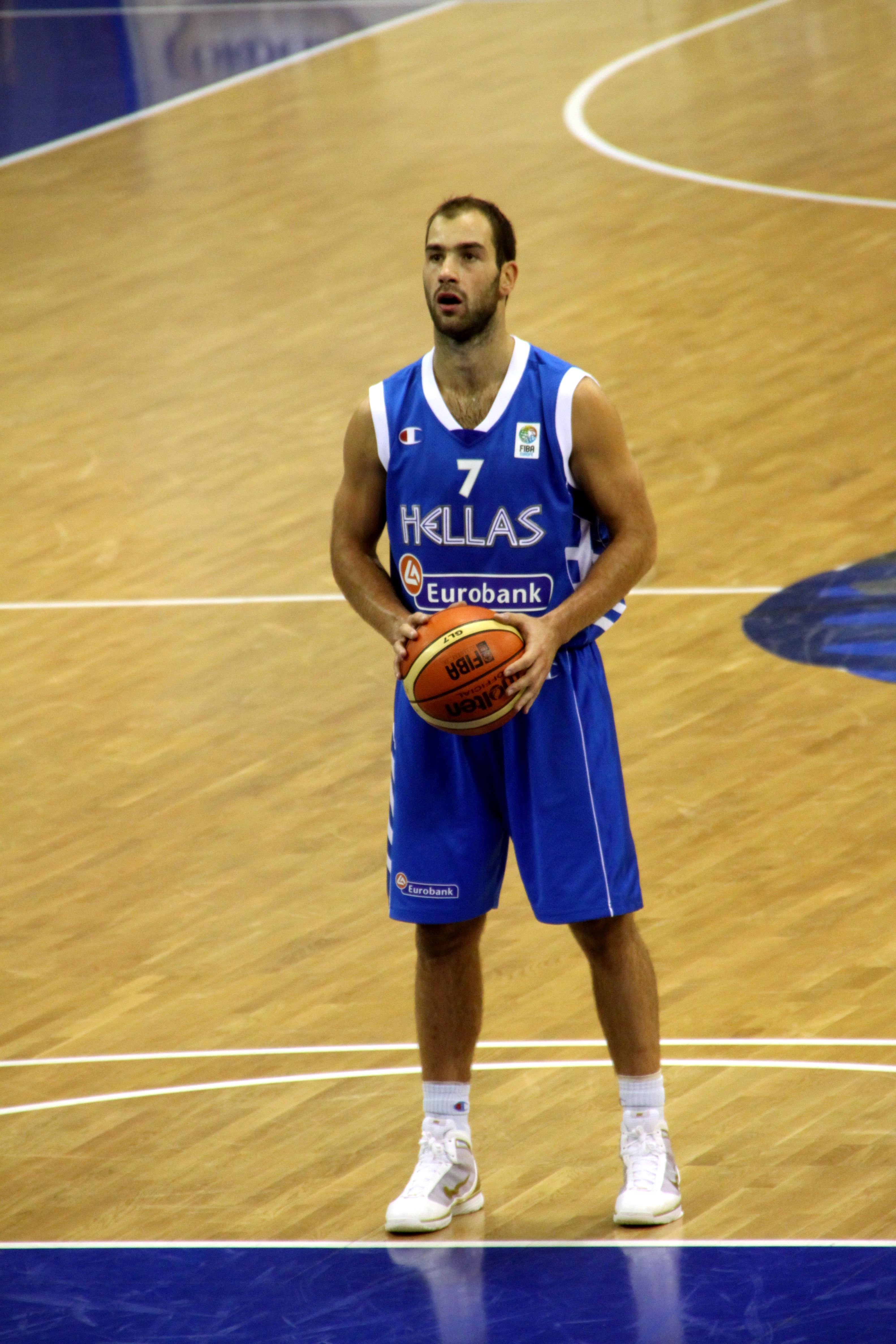
Василис Спанулис

- Серебряный призёр чемпионата мира: 2006
- Бронзовый призёр чемпионата Европы: 2009
- 1-я сборная чемпионата Европы: 2009
- Игрок года в Европе (2): 2012, 2013
- Чемпион Евролиги (3): 2009, 2012, 2013
- MVP Евролиги: 2013
- Самый ценный игрок Финала четырёх Евролиги (3): 2009, 2012, 2013
- Лучший бомбардир финала Евролиги: 2013
- Сборная всех звёзд Евролиги (8): 2006, 2009, 2011—2015, 2018
- Обладатель Межконтинентального кубка ФИБА: 2013
- MVP Межконтинентального кубка ФИБА: 2013
- Премия Джузеппе Шакка — Всемирный спортсмен года Ватикана (2013)
- Балканский спортсмен года (2009)
- Чемпион Греции: 2006, 2008—2010, 2012, 2015, 2016
- Обладатель Кубка Греции (4): 2006, 2008, 2009, 2011
- MVP чемпионата Греции (3): 2009, 2012, 2016
- Участник греческого Матча всех звезд (10): 2005, 2006, 2008—2011, 2013, 2014, 2018, 2019
- Лучший молодой игрок чемпионата Греции: 2003
- Самый прогрессирующий игрок чемпионата Греции: 2004
- Самый популярный игрок чемпионата Греции (2): 2015, 2017
- Лучший бомбардир финала Кубка Греции: 2018
- Лидер чемпионата Греции по передачам (5): 2005, 2008, 2012, 2013, 2015
- MVP турнира Акрополя(2): 2007, 2009
- Лучший бомбардир Евролиги
- Лидер Евролиги в рейтинге результативности
- Лидер Евролиги по передачам
- Лучший бомбардир чемпионата Греции
- Лидер чемпионата Греции по передачам

### Никос Зисис
- Чемпион Евролиги: 2008

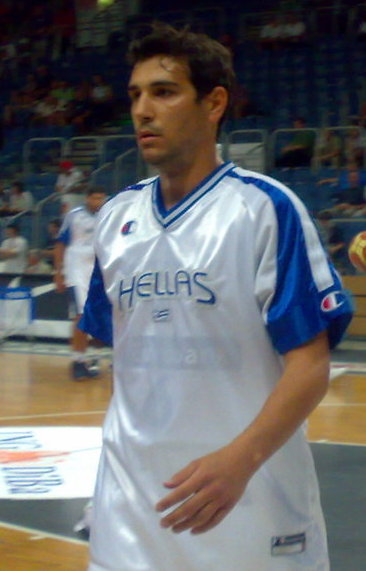
Никос Зисис

- За ним закреплён № 6 в клубе «Брозе Бамберг»
- Чемпион Греции: 2002
- Обладатель Кубка Греции (2): 2001, 2020
- MVP Кубка Греции: 2020
- Лучший молодой игрок чемпионата Греции: 2002
- Участник греческого Матча всех звезд (2): 2004, 2005
- Чемпион Италии (4): 2006, 2010—2012
- Обладатель Кубка Италии (4): 2007, 2010—2012
- Обладатель Суперкубка Италии (4): 2007, 2010—2012
- Чемпион Единой Лиги ВТБ: 2008
- Чемпион России (2): 2008, 2009
- Обладатель Кубка России: 2014
- Чемпион Германии (2): 2016, 2017
- Обладатель Кубка Германии (2): 2017, 2019
- Обладатель Суперкубка Германии: 2015
- MVP финала Кубка Германии: 2019
- MVP турнира Акрополя: 2013
- Лучший молодой баскетболист Европы: 2005
- MVP чемпионата Европы (до 20 лет): 2002

## Известные греческие баскетболистки

### София Клигопулу
- Рекордсменка национальной женской сборной по количеству сыгранных матчей — 210.

### Анастасия Костаки
- Первая баскетболистка Греции, игравшая в женской НБА .

### Эвантия Мальци
- Баскетболистка женской НБА.

### Полимния Сарегу
- Рекордсменка национальной женской сборной по количеству набранных очков — 2181.

## Известные греческие баскетбольные тренеры

### Вангелис Александрис
- Обладатель Кубка Сапорты: 2000/01
- Обладатель Кубка ФИБА: 2002/03

### Георгиос Барцокас
- Чемпион Евролиги: 2012/13
- Чемпион Межконтинентального кубка ФИБА: 2013
- Участие в Финале четырёх Евролиги (2): 2013, 2016

### Панайотис Яннакис
- Чемпион Европы: 2005
- Серебряный призёр чемпионата мира: 2006
- Финалист Евролиги: 2009/10
- Участие в Финале четырёх Евролиги (2): 2009, 2010

### Яннис Иоаннидис
- Чемпион Греции (12, рекордсмен): 1978/79, 1982/83, 1984/85, 1985/86, 1986-87, 1987/88, 1988/89, 1989/90, 1992/93, 1993/94, 1994/95, 1995/96
- Обладатель Кубка Греции (6): 1984/85, 1986/87, 1987/88, 1988/89, 1989/90, 1993/94
- Финалист Евролиги (3): 1993/94, 1994/95, 1997/98
- Участие в Финале четырёх Евролиги (6): 1988, 1989, 1990, 1994, 1995, 1998

### Димитрис Итудис
- Чемпион Единой Лиги ВТБ (5): 2014/15, 2015/16, 2016/17, 2017/18, 2018/19
- Чемпион Евролиги (2): 2015/16 , 2018/19
- Участие в Финале четырёх Евролиги (5): 2015, 2016, 2017, 2018, 2019

### Эфтимис Киумурцоглу
- Серебряный призёр чемпионата Европы: 1989
- Участие в Финале четырёх Евролиги: 1995

### Сулис Маркопулос
- Обладатель Кубка Корача: 1993/94

### Федон Матфеу
- Участник Матчей всех звёзд ФИБА (2): 1970, 1973
- Чемпион Греции: 1975/76
- Обладатель Кубка Греции (2): 1975/76, 1983/84

### Никос Милас
- Чемпион Греции (3): 1960/61, 1967/68, 1969/70
- Обладатель Кубка обладателей кубков: 1967/68

### Костас Политис
- Чемпион Европы: 1987
- Участие в Финале четырёх Евролиги: 1994

### Яннис Сферопулос
- Чемпион Греции (2): 2014/15 , 2015/16
- Чемпион Израиля (2): 2019, 2020
- Финалист Евролиги (2): 2014-15, 2016-17
- Участие в Финале четырёх Евролиги (2): 2015, 2017

## Известные иностранные баскетболисты в Греции
С финансовым ростом чемпионата Греции в 1990-х годах, а также интересом средств массовой информации к греческой лиге, вызвало у зрителей и болельщиков желание увидеть в греческих клубах профессиональных баскетболистов из-за границы. Из-за иммиграционных положений Лиги Альфа 1 (её название в то время) лучшие зарубежные игроки выбрали путь гражданства, чтобы обойти правила лиги. Среди них были игроки из бывшей Югославии, такие как Предраг Стоякович и Марко Ярич, и из бывшего СССР, как Тийт Сокк. После правила Босмана в Европе в 1995 году, греческий спортивный рынок был наконец открыт для иностранных игроков. Самым известным иностранным игроком, игравшим в Греческой лиге, является американский игрок Доминик Уилкинс, который набрал более 26000 очков в НБА и является членом Зала баскетбольной славы. В 1995 году он ушёл из «Бостон Селтикс» и подписал контракт с «Панатинаикосом».Другой известный американский игрок, который переехал в греческой лиге, был трёхкратный чемпион НБА с «Лос-Анджелес Лейкерс», Байрон Скотт, который впоследствии стал главным тренером. Супер талантом, переехавшим в Грецию из НБА, был Рой Тарпли. В 1986 году Тарпли был выбран клубом «Даллас Маверикс» в первом раунде под 7-м номером на драфте НБА 1986 года. Тарпли вошёл в состав сборную новичков НБА в своем первом сезоне, а в следующем году выиграл приз лучшего шестого игрока НБА, набирая в среднем 13.5 очка и 11.8 подборов за игру. В 1991 году он был исключён из лиги за нарушение политики НБА в отношении употребления наркотиков, а в сезоне 1992/93 он решил перейти в чемпионат Греции сначала в «Сато Арис», а затем в «Олимпиакос». Другими выдающихся американских игроков, которые перешли в Греческую лигу, были Кен Барлоу, Уолтер Берри, Роландо Блэкмен, Пи Джей Браун, Антонио Дэвис, Тони Делк, Эдди Джонсон, Джефф Мэлоун, Оди Норрис, Махмуд Абдул-Рауф, Дэвид Риверс, четырёхкратный чемпион НБА Джон Сэлли, двукратный чемпион НБА Клифф Левингстон, будущий главный тренер НБА Скотт Скилс и Митчелл Уиггинс.

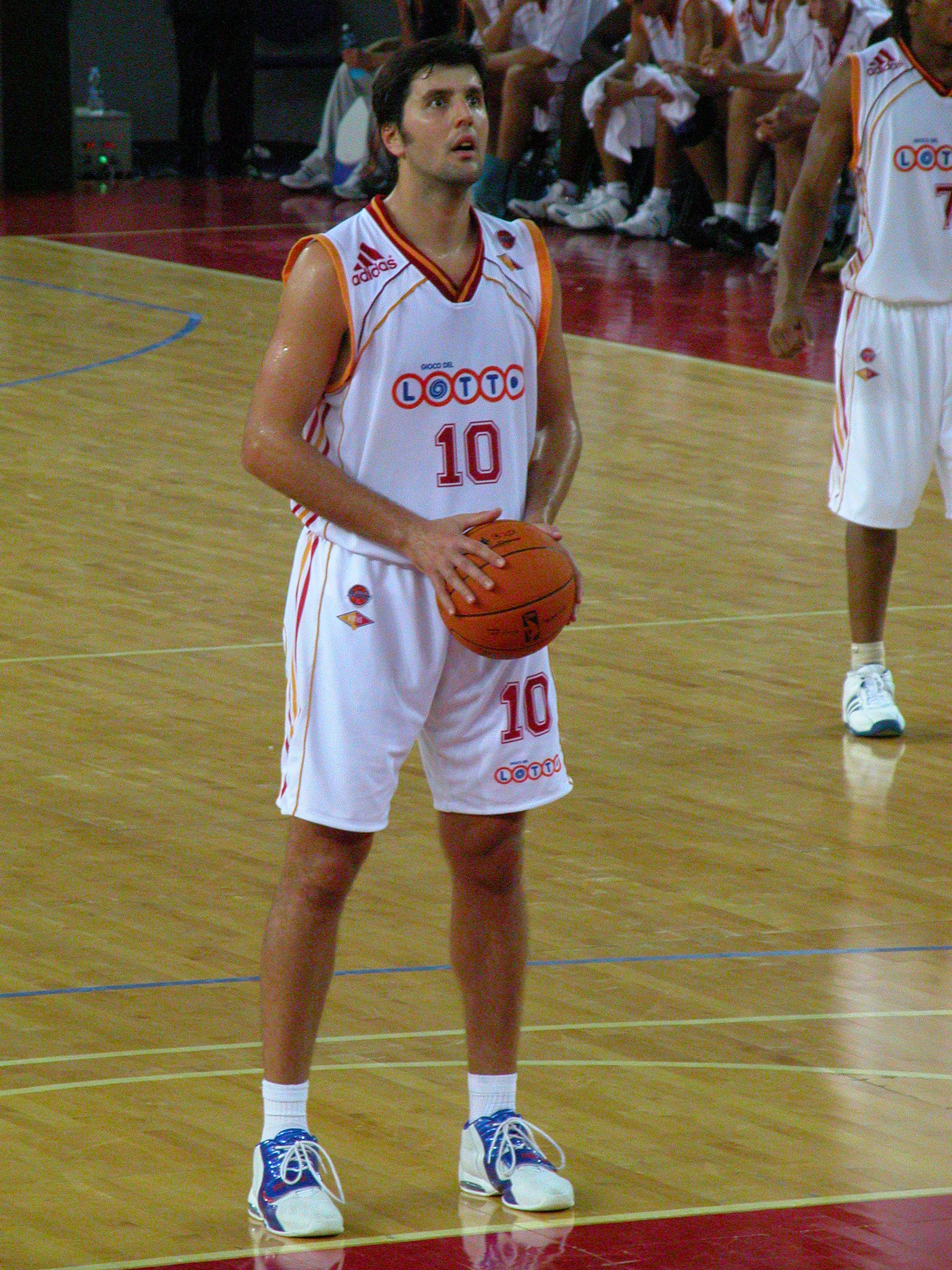
Деян Бодирога

Трое из самых значительных иностранных европейских игроков в истории греческого чемпионата — это сербский игрок Деян Бодирога, хорватский игрок Дино Раджа и литовский игрок Шарунас Ясикявичюс. Все трое в 2008 году были включены в список 50 величайших участников Евролиги. Бодирога, двукратный чемпион мира и трехкратный чемпион Европы, четыре года играл за «Панатинаикос» и вместе с ними выиграл Евролигу и дважды национальный чемпионат. Несмотря на то, что он никогда не играл в НБА, в то время его считали одним из лучших игроков мира. После успешной карьеры в НБА, Раджа перешел в греческий чемпионат, а позже стал одним из немногих игроков, сыгравших главную роль для «Панатинаикоса» и «Олимпиакоса». Ясикявичюс, которого многие считают одним из лучших европейских игроков всех времен, также перешел из НБА в чемпионат Греции. Ещё одним известным иностранным европейским игроком, игравшим в греческой лиге, был серб Деян Томашевич.

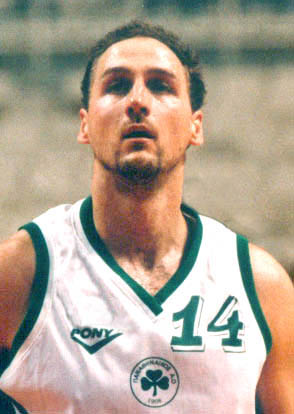
Дино Раджа

Другие хорошо известные иностранные европейские игроки, которые играли в греческой лиге: сербы Слободан Янкович, Жарко Паспаль, Желько Ребрача и Зоран Савич; хорваты Арьян Комазец, Стоян Вранкович, Здравко Радулович, Дамир Мулаомерович и Никола Вуйчич; словенцы Рашо Нестерович и Юрий Здовц. А также литовцы Артурас Карнишовас, Рамунас Шишкаускас и Линас Клейза. Француз Джим Бильба, украинец Александр Волков и черногорец Никола Пекович .
Были также некоторые другие известные иностранные игроки, которые играли в греческой лиге: пуэрториканец Хосе Ортис, израильтянин Одед Каташ, немец Михаэль Кох и турок Ибрагим Кутлуай. В последние годы ключевые американские игроки, такие как Байрон Динкинс, Морис Эванс, Альфонсо Форд, Лоренс Фундербурк, Джон Роберт Холден, Роджер Мейсон, Джеремайя Мэсси, Вон Уэйфер, Джош Чилдресс и Эйси Лоу также играли в греческом чемпионате.

## Известные иностранные тренеры по баскетболу в Греции

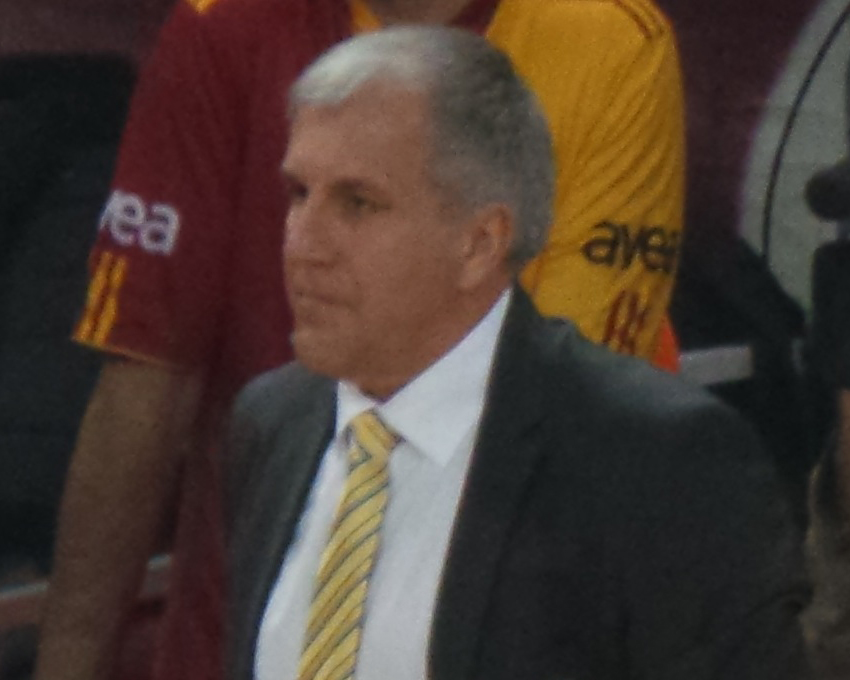
Желько Обрадович

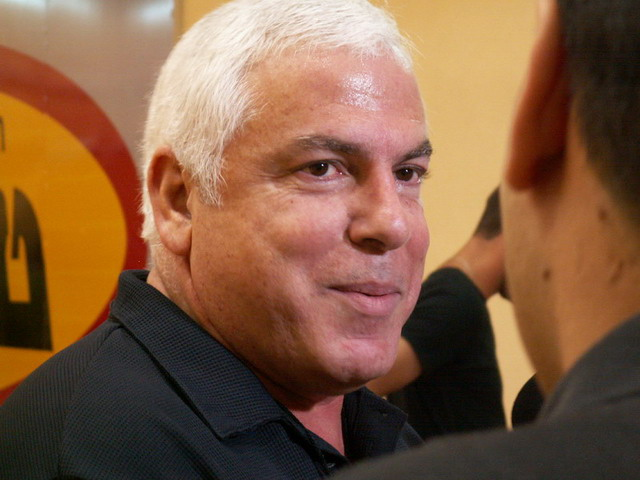
Пини Гершон

Много иностранных тренеров активно участвовало в греческой лиге. Самым главным среди них является сербский тренер Желько Обрадович, который был главным тренером «Панатинаикоса» с 1999 по 2012 года. С начала своей тренерской карьеры в 1991 году Обрадович девять выигрывал Евролигу, пять из которых с афинским клубом, что сделало его самый успешный главным тренером в истории мужского профессионального баскетбола Европы. Ещё один иностранный тренер, который работал в греческой лиге, Божа Малькович, выигравший за свою тренерскую карьеру 4 титула Евролиги. В 1996 году он привел «Панатинаикос» к их первому титулу Евролиги, который также стал первым для греческих клубов.
Ещё одним иностранным главным тренером, который работал в греческой лиге, был чемпион мира и чемпион Европы Душан Ивкович. Ивкович тренировал пять команд в Греции («Арис», ПАОК, «Паниониос», «Олимпиакос» и АЕК) и дважды приводил «Олимпиакос» к титулу Евролиги. Трёхкратный победитель Супролиги и Евролиги, израильтянин Пини Гершон, также тренировал в греческой лиге. Обрадович, Малькович, Ивкович и Гершон в 2008 году были удостоены чести войти в список 50 человек, внёсших наибольший вклад в развитие Евролиги. Также в Греции треировали: Скотт Скайлз, Крешимир Чосич, Владе Журович, Желько Павличевич, Цви Шерф, Драган Шакота, Петар Сканси, Йонас Казлаускас, Душко Иванович, Александр Джорджевич, Хавьер Паскуаль, Юрий Здовц и Дэвид Блатт .

## Греческие игроки за границей
Исторически сложилось так, что лучшие греческие игроки обычно не играли за границей из-за финансовой устойчивости баскетбольной лиги, позволяющей её клубам удерживать лучших игроков страны дома. До конца 1990-х годов практически все члены национальной сборной Греции играли в национальном чемпионате. Ситуация начала меняться в начале 2000-х, когда в высших лигах России и Испании наблюдался огромный финансовый рост, и несколько ведущих игроков предпочли уйти за ещё более высокими финансовыми вознаграждениями и конкурентным вызовом в НБА .
Наглядным примером служат составы двух сборных Греции, выигравших чемпионат Европы. Все 12 игроков состава 1987 года были по контракту с греческими клубами, в то время как пять игроков состава 2005 года играли за пределами Греции. В последнее время это явление начало меняться, поскольку многие греческие клубы, в первую очередь соперничающиеся «Панатинаикос» и «Олимпиакос», предложили первоклассные зарплаты, чтобы вновь привлечь лучших игроков Греции играть на родине. В настоящее время относительно немного греков играет в зарубежных лигах, и, как правило, они не являются лучшими игроками страны. В состав сборной из 12 человек на чемпионате мира 2010 года вошли только три игрока, у которых был контракт с иностранным клубом. Только Никос Зисис был одним из тех трех игроков, который играл за пределами страны уже более одного сезона. В то же время, Георгиос Принтезис вступал свой второй сезон в испанской «Уникахе» и Софоклис Схорцанитис только что перешёл в израильский «Маккаби».
В дополнение к игрокам, уже упомянутым выше, некоторые из других греческих игроков, которые значительную часть времени играли за пределами страны:
- Федон Матфеу (1955-56)
- Костас Патавукас (1996-97)
- Георгиос Калаитцис (1997)
- Йоргос Сигалас (1997-98)
- Цанис Ставракопулос (1997-98)
- Костас Царцарис (1997-98)
- Никос Иконому (1999-00)
- Яковос Цакалидис (2000-07)
- Антонис Фоцис (2001-02, 2003-08, 2011-13)
- Панайотис Лиаделис (2002, 2003, 2006-09)
- Теодорос Папалукас (2002-08, 2011-13)
- Михалис Какиузис (2002-09 , 2010-13)
- Димос Дикудис (2003-06, 2008)
- Софоклис Схорцанитис (2003-04, 2010-12, 2013-15)
- Пэт Калатес (2004-08, 2012—2016, 2017)
- Несторас Комматос (2004-06, 2007-08, 2009, 2011, 2012)
- Лазарос Пападопулос (2004-09, 2011, 2014)
- Андреас Глиниадакис (2005-07, 2012-15)
- Никос Зисис (2005-20)
- Василис Спанулис (2006-07)
- Костас Василиадис (2006-07, 2009-15, 2016, 2017-20)
- Яннис Бурусис (2006, 2011-16, 2017-20)
- Георгиос Принтезис (2009-11)
- Майкл Брамос (2010-12, 2015 — настоящее время)
- Манолис Папамакариос (2011-13, 2014)
- Костас Каймакоглу (2012 — настоящее время)
- Ник Калатес (2012-15, 2020 — настоящее время)
- Костас Папаниколау (2013-16)
- Костас Слукас (2015—2020)

Популярные зарубежные лиги для греческих игроков — Россия, Испания и Италия.

## Игроки из греческой диаспоры

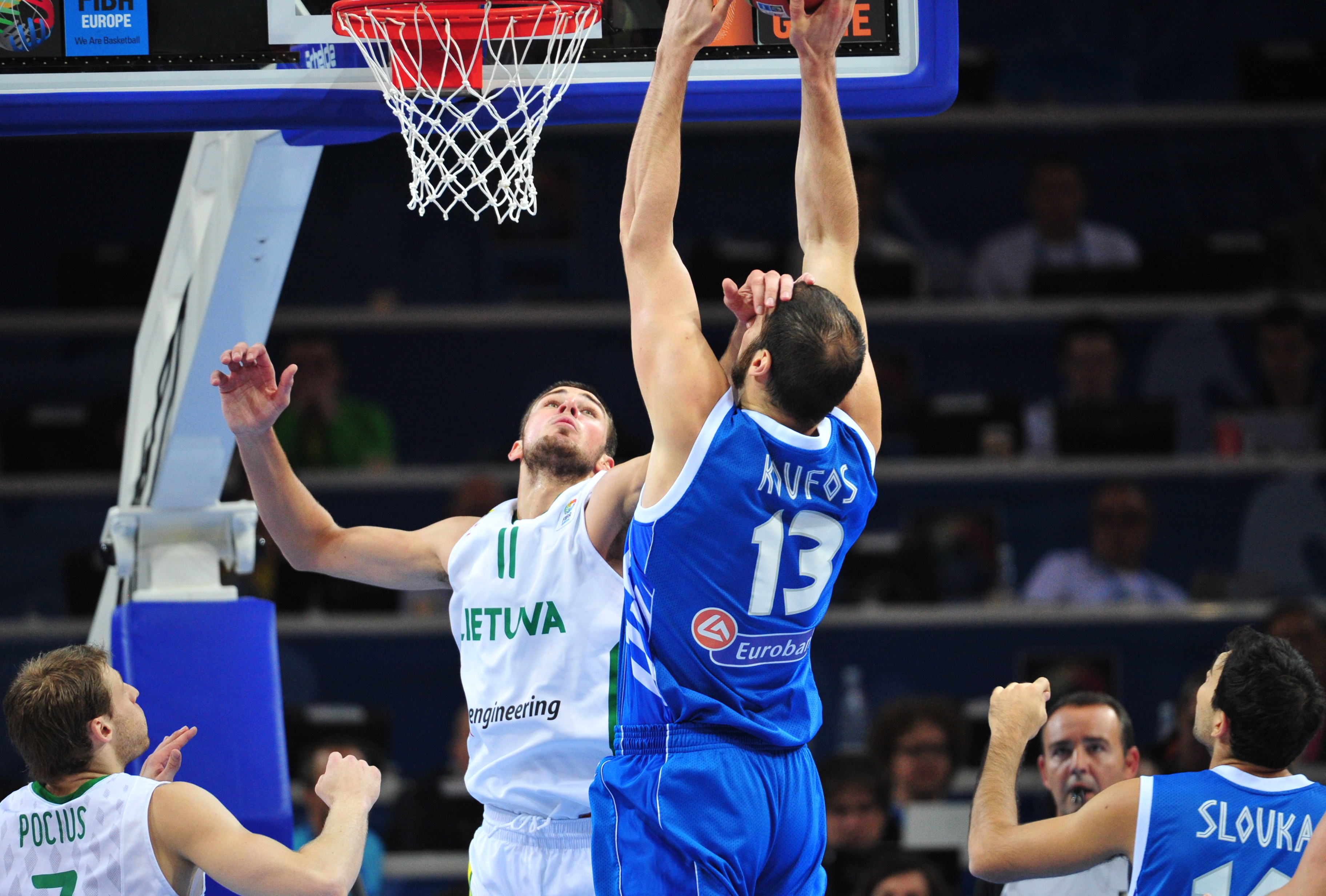
Коста Куфос (№ 13 в синем) в составе национальной сборной.

Греческая диаспора произвела на свет ряд выдающихся игроков, которые решили начать или сделать карьеру в Греции.
Пожалуй, самый знаменитый игрок страны Никос Галис — сын греческих эмигрантов. Он родился и вырос в Нью-Джерси. Совсем недавно Пэт и Ник Калатес, родившиеся и выросшие во Флориде, потомки своего деда-грека, решили начать свою профессиональную карьеру в Греции. Старший Пэт начал свою карьеру в «Марусси», оттуда перебрался в «Колоссос», а затем присоединился к «Панатинаикосу», где Ник играл с самого начала своей профессиональной карьеры. Оба оставались в столичном клубе до сезона 2011/2012, после чего покинули Грецию, чтобы продолжить свою карьеру в других странах Европы (Пэт в Израиль и Ник в Россию). Чуть позже оба брата вернулись в «Панатинаикос». Майкл Брамос — ещё один игрок американского происхождения из греческой диаспоры, который решил начать свою профессиональную карьеру в Греции за клуб «Перистери».
Лазарос Пападопулос и Яковос Цакалидис родились в греческой диаспоре в бывшем Советском Союзе, в современной России и Грузии соответственно, но переехали в Грецию со своими семьями в молодом возрасте. Оба начали свою профессиональную карьеру в Греции, но большую часть карьеры выступали за пределами страны, прежде чем в конце концов вернулись. Пападопулос зарекомендовал себя как звезда «Панатинаикоса», но многие из своих лучших лет провел в России, Испании и Италии, а Цакилидис провел семь лет в НБА после начала карьеры за АЕК. Сергей Базаревич также родился и вырос в Советском Союзе, имея греческое происхождение. Он играл и в Греции, и в НБА.
Бывший греческий игрок НБА Коста Куфос тоже из греческой диаспоры. Как и Галис, он сын греческих эмигрантов, родился и вырос в США (в его случае в Огайо), где без остановки в Греции отправился прямо из Университета штата Огайо в НБА, без остановки в Греции. Однако Куфос решил представлять сборную Греции на международном уровне, как и братья Калатес и Брамос.

## Греческие игроки НБА

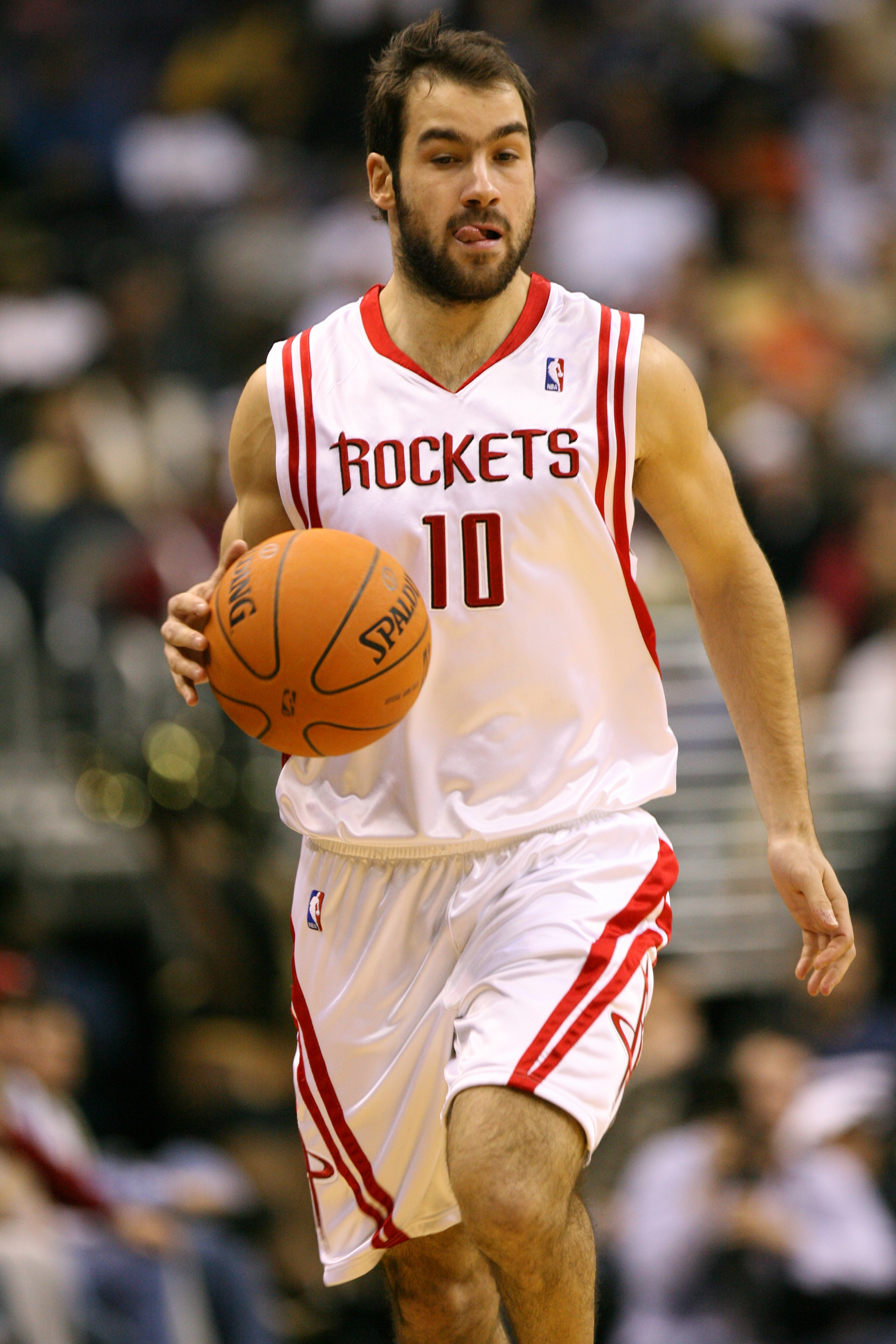
Василис Спанулис в составе «Хьюстон Рокетс».

Первым баскетболистом греческого происхождения, который дебютировал в НБА, был Антонис Фоцис. Фоцис был выбран на драфте НБА 2001 года клубом «Ванкувер Гриззлис», в котором он провёл один сезон. После одного сезона в НБА Фоцис вернулся в Грецию, как сообщается, из-за тоски по дому. Эфимиос Рентзиас и Андреас Глиниадакис также провели в НБА один сезон, прежде чем вернуться в Европу.
Василис Спанулис, который считался лучшим греческим баскетбольным талантом и главным потенциальным игроком НБА из Греции, перешел в НБА в 2006 году, где стал игроком клуба «Хьюстон Рокетс», но после неудачного сезона вернулся в Грецию, как для себя самого. и ракеты. В основном это произошло как из-за некоторых личных разногласий, которые у него были с тогдашним главным тренером «Рокетс» Джеффом Ван Ганди.
Яннис Адетокунбо — профессиональный греческий баскетболист нигерийского происхождения, который в настоящее время играет за «Милуоки Бакс» (НБА). Его прозвище — «Грик Фрик». Его братья, Танасис и Костас, также играют в НБА за «Бакс» и «Лос-Анджелес Лейкерс» соответственно.
Яковос Цакалидис, который родился в Грузии, жил в России, начинал играть в баскетбол в Греции, играл в НБА с 2000 по 2007 год. Сергей Базаревич, родился и вырос в Советском Союзе, но имеет греческое гражданство. Среди других игроков НБА с греческим гражданством: Предраг Стоякович, Радослав Нестерович, Марко Ярич и Драган Тарлач, которые все переехали в Грецию в молодом возрасте, греко-американские игроки Курт Рэмбис, Коста Куфос, Ник Калатес и Тайлер Дорси, а также греко-канадский игрок Наз Митроу-Лонг. Уроженец Ливана Рони Сейкали, игравший в НБА с 1988 по 1999 года, а также выступавший за сборную США, также вырос и получил развитие в сфере баскетбола в Греции.
Греческие игроки Костас Папаниколау и Георгиос Папаяннис также играли в НБА.

### Греческие игроки ЖНБА
Анастасия Костаки и Эвантия Мальци — греческие профессиональные баскетболистки, выступавшие в Женской национальной баскетбольной ассоциации (ЖНБА) .

## Игроки с наибольшем количеством чемпионств греческого чемпионата

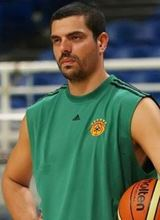
Костас Царцарис 10 раз выигрывал греческий чемпионат.

Это список баскетболистов, выигравших наибольшее количество чемпионатов за годы существования национального чемпионата.
Игроки, выделенные жирным шрифтом, являются действующими игроками.
| №     | Игрок                | Чемпионств |
| ----- | -------------------- | ---------- |
| 1     | Димитрис Коколакис   | 12         |
| 2-3   | Фрагискос Алвертис   | 11         |
| 2-3   | Такис Коронеос       | 11         |
| 4-5   | Антонис Фоцис        | 10         |
| 4-5   | Костас Царцарис      | 10         |
| 6-9   | Никос Филипу         | 9          |
| 6-9   | Апостолос Контос     | 9          |
| 6-9   | Майкл Батист         | 9          |
| 6-9   | Димитрис Диамантидис | 9          |
| 10-14 | Никос Галис          | 8          |
| 10-14 | Георгиос Калаитцис   | 8          |
| 10-14 | Михалис Романидис    | 8          |
| 10-14 | Георгиос Доксакис    | 8          |
| 10-14 | Антонис Кристеас     | 8          |
| 15-16 | Василис Спанулис     | 7          |
| 15-16 | Панайотис Яннакис    | 7          |

## Баскетбол в греческих СМИ
В Греции ежедневно 16 газет публикуют баскетбольные новости. Несмотря на то, что в центре внимания СМИ находится греческая лига, они также публикуют информацию о второй греческой лиге, испанской лиге и других крупных европейских лигах, Евролигу и другие крупные международные клубные соревнования.
Греческое телевидение имеет право транслировать все игры мужской греческой лиги. Матчи показываются на греческом общественном канале ERT, на частном канале ANT1 и на платном канале Nova Sports. На последнем и на частном канале Skai TV транслируются матчи Евролиги. Прямые трансляции мужского национального чемпионата и матчи еврокубков предоставляет большое количество спортивных радиостанций страны.